# Marie de Coucy
Marie de Coucy (Coucy-le-Château-Auffrique, 1366 – 3 marzo 1405), era signora di Coucy e d'Oisy e contessa di Soissons.

## Biografia
Marie era la figlia maggiore di un potente nobile francese, Enguerrand VII di Coucy, e di sua moglie, Isabella d'Inghilterra, figlia del re Edoardo III d'Inghilterra. 
Quando Marie aveva circa un mese, accompagnò i suoi genitori in Inghilterra, dove l'11 maggio 1366 suo padre ricevette il titolo di Conte di Bedford e fu introdotto nell'Ordine della Giarrettiera. Nel 1376, all'età di dieci anni, Marie fu educata insieme al Delfino e ai suoi fratelli.

## Matrimonio
Nel novembre 1384, Marie sposò Enrico di Bar, marchese de Pont-à-Mousson, figlio di Roberto I di Bar e Maria di Valois, sorella di Carlo V di Francia. Ebbero due figli:
- Enguerrand (1387-1400)
- Roberto (1390-25 ottobre 1415)[2]

In seguito la coppia andò a vivere al Château de Condé, che apparteneva alla famiglia Coucy dalla fine del XII secolo.

### Controversie legali
La madre di Marie, Isabella, morì nel 1379. Suo padre si risposò nel febbraio 1386 con Isabella, figlia di Giovanni I, duca di Lorena. Alla morte di Enguerrand, il 18 febbraio 1397, in una prigione turca a Bursa, cinque mesi dopo la feroce battaglia di Nicopoli, Marie ereditò il suo titolo e divenne contessa di Soissons. Verso la fine dello stesso anno, rimase vedova. Anche suo marito Enrico fu fatto prigioniero nella battaglia di Nicopoli e in seguito liberato. Nell'ottobre 1397, nel lungo viaggio di ritorno in Francia, Enrico morì a Treviso dopo aver contratto la peste durante il suo soggiorno a Venezia. 
Marie ha contestato la ricca eredità di De Coucy con la sua matrigna: Marie rivendicaca l'intera eredità, mentre Isabella insisteva di riceverne la metà. Nessuno delle due cedette. Le due donne vivevano in reciproca ostilità, ognuna nel proprio castello, con la propria corte, entrambe perseguendo all'infinito azioni legali.

## Morte
Marie fu costretta da Luigi I di Valois-Orléans a vendergli la baronia nel 1404. Fece almeno undici cause legali contro Orléans nel tentativo di recuperare la sua proprietà, ma a seguito di una festa di matrimonio a cui aveva partecipato nel 1405, Marie morì improvvisamente. C'erano voci persistenti sul fatto che fosse stata avvelenata, ma nulla poteva essere dimostrato a sostegno delle accuse. Suo figlio Roberto le successe al titolo di conte, ma alla fine la baronia di Coucy è passata alla Corona francese.

## Ascendenza
|                                                  |                             |                                           | Genitori                                       |  |  | Nonni |  |  | Bisnonni                        |  |  | Trisnonni                         |  |
|                                                  |                             |                                           |                                                |  |  |       |  |  | Guillaume I, X signore di Coucy |  |  | Enguerrand V, IX signore di Coucy |  |
|                                                  |                             |                                           |                                                |  |  |       |  |  | Guillaume I, X signore di Coucy |  |  | Enguerrand V, IX signore di Coucy |  |
|                                                  |                             | Christiana Lindsay                        |                                                |  |  |       |  |  | Guillaume I, X signore di Coucy |  |  |                                   |  |
| Enguerrand VI, XI signore di Coucy               |                             |                                           |                                                |  |  |       |  |  | Guillaume I, X signore di Coucy |  |  |                                   |  |
|                                                  |                             | Isabeau de Châtillon                      | Guy IV de Châtillon, XIV conte di Saint-Pol    |  |  |       |  |  |                                 |  |  |                                   |  |
|                                                  |                             | Isabeau de Châtillon                      | Guy IV de Châtillon, XIV conte di Saint-Pol    |  |  |       |  |  |                                 |  |  |                                   |  |
|                                                  |                             | Isabeau de Châtillon                      | Marie de Bretagne                              |  |  |       |  |  |                                 |  |  |                                   |  |
| Enguerrand VII de Coucy, XVIII conte di Soissons |                             | Isabeau de Châtillon                      |                                                |  |  |       |  |  |                                 |  |  |                                   |  |
|                                                  |                             | Leopold I, III duca d'Austria e di Stiria | Albrecht I, imperatore del Sacro Romano Impero |  |  |       |  |  |                                 |  |  |                                   |  |
|                                                  |                             | Leopold I, III duca d'Austria e di Stiria | Albrecht I, imperatore del Sacro Romano Impero |  |  |       |  |  |                                 |  |  |                                   |  |
|                                                  |                             | Leopold I, III duca d'Austria e di Stiria | Elisabeth von Görz und Tirol                   |  |  |       |  |  |                                 |  |  |                                   |  |
| Katharina von Habsburg                           |                             | Leopold I, III duca d'Austria e di Stiria |                                                |  |  |       |  |  |                                 |  |  |                                   |  |
|                                                  |                             | Caterina di Savoia                        | Amedeo V, XV conte di Savoia                   |  |  |       |  |  |                                 |  |  |                                   |  |
|                                                  |                             | Caterina di Savoia                        | Amedeo V, XV conte di Savoia                   |  |  |       |  |  |                                 |  |  |                                   |  |
|                                                  |                             | Caterina di Savoia                        | Marie de Brabant                               |  |  |       |  |  |                                 |  |  |                                   |  |
| Marie de Coucy, XIX contessa di Soissons         |                             | Caterina di Savoia                        |                                                |  |  |       |  |  |                                 |  |  |                                   |  |
|                                                  | Edward II, re d'Inghilterra | Edward I, re d'Inghilterra                |                                                |  |  |       |  |  |                                 |  |  |                                   |  |
|                                                  | Edward II, re d'Inghilterra | Edward I, re d'Inghilterra                |                                                |  |  |       |  |  |                                 |  |  |                                   |  |
|                                                  | Edward II, re d'Inghilterra | Leonor de Castilla                        |                                                |  |  |       |  |  |                                 |  |  |                                   |  |
| Edward III, re d'Inghilterra                     | Edward II, re d'Inghilterra |                                           |                                                |  |  |       |  |  |                                 |  |  |                                   |  |
|                                                  |                             | Isabelle de France                        | Philippe IV, re di Francia                     |  |  |       |  |  |                                 |  |  |                                   |  |
|                                                  |                             | Isabelle de France                        | Philippe IV, re di Francia                     |  |  |       |  |  |                                 |  |  |                                   |  |
|                                                  |                             | Isabelle de France                        | Jeanne I, regina di Navarra                    |  |  |       |  |  |                                 |  |  |                                   |  |
| Isabella of England                              |                             | Isabelle de France                        |                                                |  |  |       |  |  |                                 |  |  |                                   |  |
|                                                  |                             | Willem I, XIII conte di Hainaut           | Jan I, XII conte di Hainaut                    |  |  |       |  |  |                                 |  |  |                                   |  |
|                                                  |                             | Willem I, XIII conte di Hainaut           | Jan I, XII conte di Hainaut                    |  |  |       |  |  |                                 |  |  |                                   |  |
|                                                  |                             | Willem I, XIII conte di Hainaut           | Philippa de Luxembourg                         |  |  |       |  |  |                                 |  |  |                                   |  |
| Filippa van Henegouwen                           |                             | Willem I, XIII conte di Hainaut           |                                                |  |  |       |  |  |                                 |  |  |                                   |  |
|                                                  |                             | Jeanne de Valois                          | Charles, II conte di Valois                    |  |  |       |  |  |                                 |  |  |                                   |  |
|                                                  |                             | Jeanne de Valois                          | Charles, II conte di Valois                    |  |  |       |  |  |                                 |  |  |                                   |  |
|                                                  |                             | Jeanne de Valois                          | Marguerite d'Anjou                             |  |  |       |  |  |                                 |  |  |                                   |  |
|                                                  |                             | Jeanne de Valois                          |                                                |  |  |       |  |  |                                 |  |  |                                   |  |